# Dissection
Dissection var et svensk black metal-band, som blev dannet af guitarist/vokalist Jon Nödtveidt i 1989. Bandet blev opløst i 1997, da Nödtveidt blev fængslet for mord, men gendannet efter hans løsladelse i 2004 og opløst igen i 2006 efter Nödtveidt begik selvmord.

## Diskografi

### Studiealbum
- 1993 – The Somberlain
- 1995 – Storm of the Light's Bane
- 2006 – Reinkaos

### Opsamlingsalbum
- 1997 – The Past Is Alive (The Early Mischief)

### Livealbum
- 2003 – Live Legacy
- 2009 – Live In Stockholm 2004

### Ep'er
- 1991 – Into Infinite Obscurity'
- 1996 – Where Dead Angels Lie

### Singler
- 2004 – Maha Kali
- 2006 – Starless Aeon

### Demoer
- 1990 – The Grief Prophecy
- 1992 – The Somberlain
- 1993 – Promo '93

### Videoalbum
- 1997 – Live & Plugged Volume 2
- 2006 – Rebirth of Dissection

## Medlemmer
- Jon Nödtveidt – vokal, guitar (1989–2006)
- Set Teitan – guitar (2004–2006)
- Tomas Asklund – trommer (2004–2006)
- Erik Danielsson – bas (live) (2005–2006)

### Tidligere medlemmer
Guitarister
- John Zwetsloot (1991–1994)
- Johan Norman (1994–1997)
- Mattias "Mäbe" Johansson

Bassister
- Haakon Forwald
- Brice Leclerq (2004–2005)
- Peter Palmdahl (1989–1997)
- Emil Nödtveidt (1997)
- Erik Danielsson

Trommeslagere
- Ole Öhman (1990–1995)
- Tobias Kellgren (1995–1997)